# Four Seasons Place Kuala Lumpur
Four Seasons Place Kuala Lumpur es un edificio comercial y residencial mixto que comprende un hotel, apartamentos y centro comercial situado en KLCC, Kuala Lumpur, Malasia. Actualmente, la construcción está terminada. El proyecto fue desarrollado por el magnate Ong Beng Seng, en sociedad con Tan Sri Syed, Yusof Tun Syed Nasir y el sultán de Selangor. Es el segundo hotel más alto del mundo (después del JW Marriott Marquis Dubai) y el tercer edificio más alto de Malasia que supera los 310 metros de altura, por encima de la Telekom Tower. El rascacielos, de 343 metros de altura, fue construido junto a las Torres Petronas, el edificio malayo más alto.

## Lanzamiento
Este proyecto, que es el primer Four Seasons Place en el sudeste asiático. Proyecto lanzado por el anterior Primer Ministro de Malasia, Najib Razak, el 30 de enero de 2013, acompañado por el presidente de Venus Assets, Tan Sri Syed Yusof, y atestiguado por Sultan Sharafuddin Idris Shah. El proyecto fue culminado en 2018 y abierto al público el 18 de noviembre de ese año.

## Crítica
El diseño y la ubicación del hotel han recibido críticas por bloquear la vista del ícono nacional, las Torres Petronas.
El presidente de la Asociación Malaya de Agentes de Viajes y Turismo (MATTA), KL Tan, dijo en una entrevista a Channel NewsAsia: "nuestras torres gemelas son una atracción turística emblemática. No deberían estar bloqueadas en absoluto. Los turistas quieren tener una hermosa vista y tomar fotos de las torres gemelas, que una vez fueron los edificios más altos del mundo".
Para defenderse contra esta crítica, el entonces Ministro de Turismo y Cultura de Malasia, Nazri Aziz, dijo que "hay quienes están dispuestos a pagar para alojarse en esos hoteles y habría turistas que visitarían un lugar sólo para alojarse en dicho hotel".